# Наумовка (Угловський район)
Нау́мовка (рос. Наумовка) — село у складі Угловського району Алтайського краю, Росія. Входить до складу Лаптєвської сільської ради.

## Населення
Населення — 384 особи (2010; 509 у 2002).
Національний склад (станом на 2002 рік):
- росіяни — 88 %